# Jean Crusol
Jean Eustache Crusol (ur. 20 września 1943 w Sainte-Luce) – francuski polityk i ekonomista związany z Martyniką, od 1988 do 1989 poseł do Parlamentu Europejskiego II kadencji.

## Życiorys
Pochodzi z Martyniki, w 1961 ukończył szkołę średnią w Fort-de-France. Kształcił się następnie w zakresie ekonomii na Uniwersytecie w Bordeaux, Université Panthéon-Sorbonne i Université Paris-Dauphine, w 1968 uzyskał magisterium na ostatniej z uczelni. Obronił dwa doktoraty w tej dziedzinie: w 1977 dotyczący ekonomii Karaibów na Université Paris-Dauphine, a w 1985 dotyczący integracji regionalnej na Panthéon-Sorbonne. Został profesorem Uniwersytetu Antyli i Gujany oraz Uniwersytetu Indii Zachodnich, opublikował liczne prace naukowe. Działał w stowarzyszeniach na rzecz rozwoju Karaibów, kierował także agencją rozwoju gospodarczego Martyniki.
W latach 70. zaangażował się w działalność Partii Socjalistycznej. W latach 1984–1994 był reprezentantem Martyniki w Radzie Ekonomicznej i Społecznej, rządowym organie doradczym. W 1984 kandydował do Parlamentu Europejskiego, mandat uzyskał w 1988 w miejsce Lionela Jospina. Przystąpił do frakcji socjalistycznej. W 1990 został sekretarzem generalnym federacji socjalistów na Martynice, od 1992 do 2004 zasiadał w radzie tego departamentu zamorskiego. Po konflikcie w łonie ugrupowania w 2008 przeszedł do Partii Progresywnej Martyniki, w 2010 powracając do rady.